# TSUNAMI (사잔 올 스타즈의 노래)
〈TSUNAMI〉 (ツナミ 쓰나미[*])는 2000년 1월 26일 발매된 사잔 오루 스타즈의 44번째 싱글이다.

## 개요
2008년 9월까지 약 293.6만 장이 팔려, 오리콘 역대 싱글차트에서 3위를 기록하고 있다. (1, 2위는 CD가 아닌 LP를 쓰던 70년대 동요와 엔카이기 때문에 J-pop 부문, CD 싱글 부문에서는 1위이다.)
이 노래는 2000년 11월 22일에 발매된 그들의 베스트 음반 《발라드 3: The Album of Love》에도 수록됐는데, 이 음반은 발매 첫 주에 약 136만 장이 팔리며 오리콘 차트에서 1위를 차지했다.
또 이 노래는 제14회 일본 골든 디스크 대상에서 '올해의 노래'로 뽑혔으며, 제42회 일본 레코드 대상에서는 대상을 받았다.

## 수록곡
1. TSUNAMI
2. 도랸세 (通りゃんせ)

## 리메이크
우리나라에서는 복면가수 브이원이 〈그런가봐요〉라는 제목으로 〈TSUNAMI〉를 리메이크했다. 표절의혹이 일자 브이원의 소속사는 정식으로 리메이크했다고 발표했다.

## 차트 순위
| 오리콘 차트   | 순위 | 판매량    | 등장횟수 | 총판매량  |
| ------------- | ---- | --------- | -------- | --------- |
| 주간          | 1    | 654,210   | 57주     | 2,936,439 |
| 연간 (2000년) | 1    | 2,886,940 | 57주     | 2,936,439 |
| 역대          | 3    | 3         | 57주     | 2,936,439 |